# Phyllopsora corallina
Phyllopsora corallina är en lavart som först beskrevs av Eschw., och fick sitt nu gällande namn av Johannes Müller Argoviensis. Phyllopsora corallina ingår i släktet Phyllopsora och familjen Ramalinaceae.  Utöver nominatformen finns också underarten ochroxantha.